# WWE WrestleMania
WWE WrestleMania ist eine Großveranstaltung des Wrestling-Marktführers WWE, die seit 1985 jährlich Ende März oder Anfang April stattfindet. „WrestleMania“ gilt allgemein als das wichtigste Wrestling-Ereignis des Jahres.
Damals trat die WWE (noch unter dem Namen World Wrestling Federation) lediglich als Veranstalter und Stifter der zu erringenden Titel auf, weshalb alle Wrestler mit einem Manager zum Ring kamen. Dieses Gimmick wurde mittlerweile abgelegt, da die Akteure als WWE Superstars, also festangestellte Sportler der Firma antreten. Es wird akzeptiert, dass die WWE nicht mehr nur ein Ringerverband, sondern ein eigenständiges Unterhaltungsunternehmen ist.
WrestleMania wird als Pay-per-View (PPV) ausgestrahlt. In Deutschland wurde WrestleMania in den 1990er-Jahren im Free-TV ausgestrahlt. Später waren Großveranstaltungen nur auf dem WWE Network zu sehen. Seit Nov. 2016 sind PPV-Events auch wieder bei Sky abrufbar.

## Geschichte

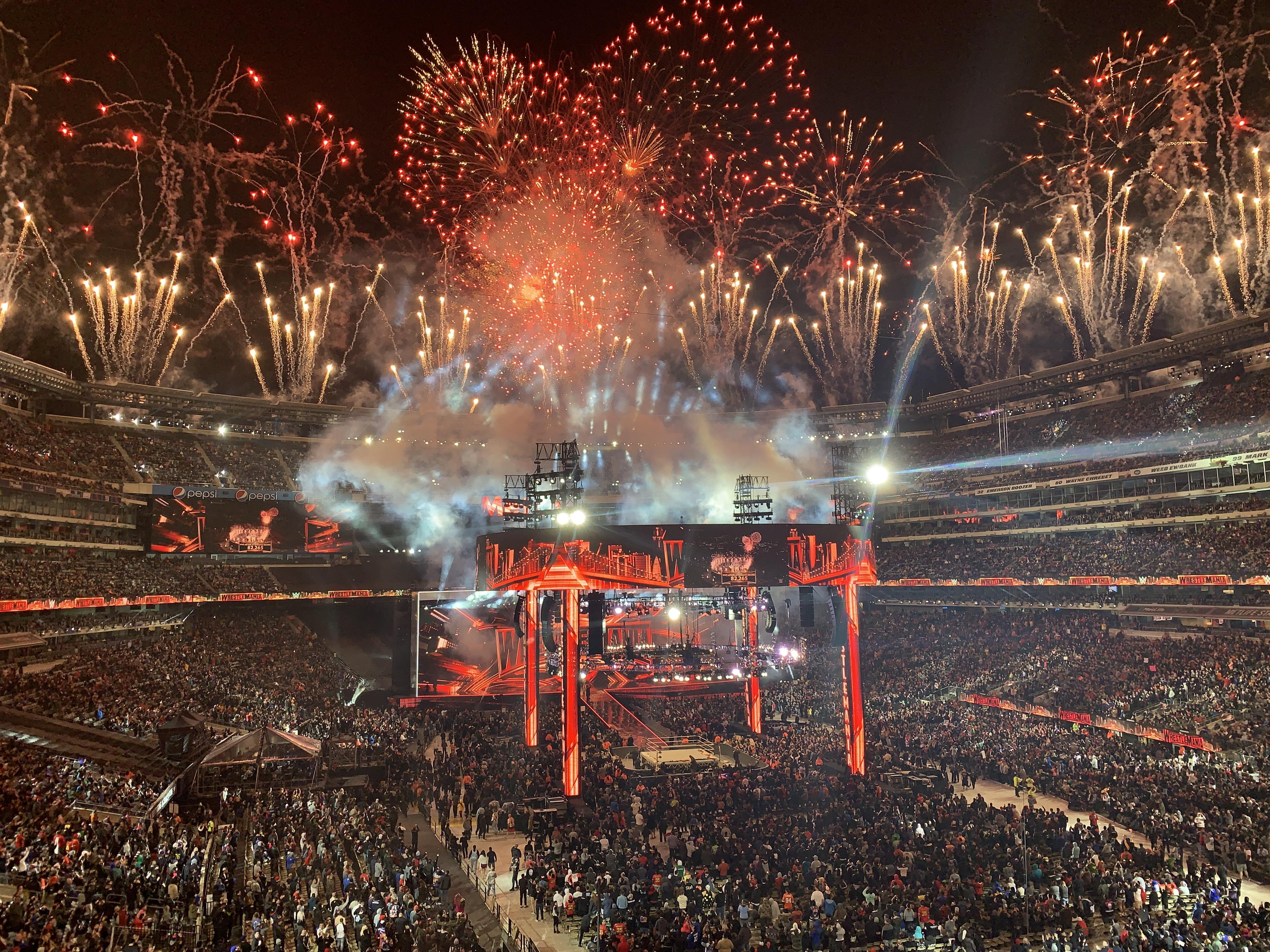
Das WrestleMania 35 Event im Jahr 2019.

### World-Title-Match für den Royal-Rumble-Sieger
Seit 1993 erhält der Sieger des im Januar ausgestrahlten gleichnamigen PPVs Royal-Rumble-Matches ein Match um einen World Title bei WrestleMania. War es bis 2002 nur die WWE Championship gewesen, so durfte der Royal-Rumble-Sieger seit dem Rostersplit im gleichen Jahr aussuchen, um welchen Titel (WWE Championship und World Heavyweight Championship bzw. ECW Championship) er bei WrestleMania antritt. Der erste Wrestler, dem diese Ehre zuteilwurde, war Yokozuna, der bei WrestleMania IX auch erstmals WWE Champion wurde, als er Bret Hart besiegte. Insgesamt waren 13 Royal-Rumble-Sieger bei WrestleMania erfolgreich (Yokozuna, Bret Hart, Shawn Michaels, zweimal Stone Cold Steve Austin, Triple H, Brock Lesnar, Chris Benoit, Batista, Rey Mysterio, Undertaker, Sheamus und John Cena). Nur sieben konnten ihre Titel verteidigen (Yokozuna, Diesel, zweimal Triple H, Randy Orton, Chris Jericho und Edge). Ursprünglich sollte das Titelmatch im Main Event stattfinden, das war die letzten Jahre aber nicht immer der Fall. 1997 und 1999 gab es storyline-bedingt keine solchen Matches. Bei WrestleMania X wurden hingegen gleich zwei Titelmatches ausgetragen: Yokozuna traf jeweils in Singlematches auf Lex Luger und Bret Hart, da beide den Royal Rumble 1994 gewonnen hatten.

### Storylines
Häufiger wurden bei WrestleMania Storylines in Verbindung mit dem Besitzer der Liga Vincent K. McMahon zu Ende geführt. Dies begann mit der Fehde zwischen Mr. McMahon und „Stone Cold“ Steve Austin, welche die sogenannte Attitude-Ära begleitete und der WWE den Quotensieg gegen den damaligen Konkurrenten WCW einbrachte. Bei WrestleMania 19 gab es eine Fehde mit Hulk Hogan, in der es um die Frage ging, wer von den beiden die Hulkamania erfunden habe, bei WrestleMania 22 gab es eine Fehde mit Shawn Michaels. Bei WrestleMania 23 gab es den „Kampf der Milliardäre“ mit dem Gastringrichter Steve Austin, bei dem Mr. McMahon in der Ecke von Umaga und Donald Trump auf der Seite von Bobby Lashley stand. Da Lashley gewann, musste sich Mr. McMahon von Donald Trump die Haare abrasieren lassen. Im Vorfeld von Wrestlemania 24 wurde eine Storyline um ein uneheliches Kind von Mr. McMahon begonnen. Ursprünglich sollte sich Mr. Kennedy als dieses herausstellen, da dieser aber wegen Verstoßes gegen das Wellness-Programm der WWE suspendiert wurde, wurde sie umgeändert, so dass Hornswoggle sich als Sohn herausstellte. Allerdings behauptete JBL nach einiger Zeit, dass Finlay in Wahrheit Hornswoggles Vater sei. Dieser bekannte sich als der Vater von Hornswoggle und die Storyline endete in einem Match bei Wrestlemania zwischen JBL und Finlay. In Richtung Wrestlemania 25 wurde die gesamte McMahon-Familie in eine Storyline mit Randy Orton involviert. Um bei Wrestlemania 25 den WWE Champion Triple H dazu zu bringen, seinen Titel gegen Orton aufs Spiel zu setzen, attackierte Orton jedes Mitglied der Familie inklusive Stephanie McMahon, die mit Triple H verheiratet ist. Dies führte dazu, dass Triple H seinen Titel aufs Spiel setzte und ihn bei Wrestlemania 25 erfolgreich gegen Orton verteidigen konnte. Die McMahon-Storyline zu WrestleMania XXVI basiert auf dem berühmten Montreal Screwjob (1997) mit Bret „The Hitman“ Hart. Dieser wollte die WWE verlassen und zur Konkurrenz wechseln, war allerdings im Besitz des damaligen WWF-Titels. Entgegen einer vorherigen Absprache mit Vince McMahon verlor Hart den Titel in einem Match gegen Shawn Michaels. Daraufhin wollte er nie wieder bei der WWE auftreten. Zwölf Jahre später kam es jedoch zur Revanche: Bret Hart gewann ein No-Holds-Bared-Match mit Special Referee und Lumberjacks (seiner Familie) per Sharpshooter gegen McMahon.

### Money-in-the-Bank-Ladder-Match

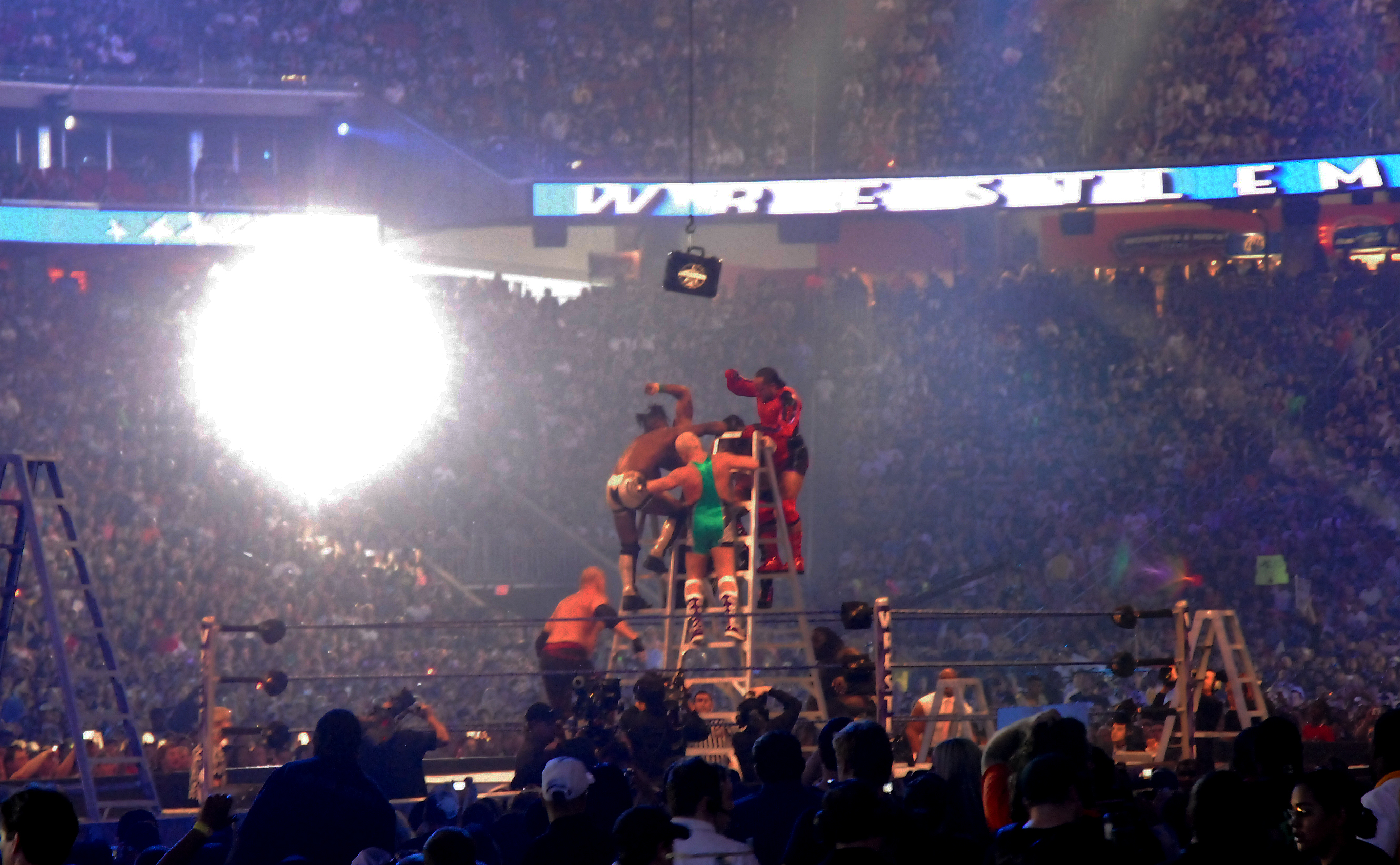
Das Money-in-the-Bank-Ladder-Match bei WrestleMania XXV.

Von WrestleMania 21 bis WrestleMania XXVI fand dieses Match statt, das laut Storyline von Chris Jericho erfunden wurde. Hierbei traten zehn Wrestler (bei WM 26, vorher sechs und acht), die sich vorher in Qualifikations-Matches qualifiziert haben, in einem sogenannten Leiter-Match um einen Koffer an. Der Gewinner bekommt den im Koffer befindlichen Vertrag, der ihn laut Storylines dazu berechtigt, in den nächsten zwölf Monaten zu jedem beliebigen Zeitpunkt, spätestens zur nächsten WrestleMania, ein Titel-Match um einen der höchsten Titel der WWE zu fordern. Der Name "Money in the Bank" kommt daher, da das Match immer gefordert werden kann, zum Beispiel nachdem der amtierende Champion gerade eben ein hartes Match ausgetragen hat und hart angegriffen wurde, also eben eine Titelchance hat, die an sich so sicher erscheint, wie das Geld auf der Bank sicher ist. Bisher hat jeder außer John Cena, Damien Sandow und Baron Corbin das Recht auf ein Titelmatch zu jedem Zeitpunkt auch zum Titelgewinn nutzen können. Der Inhaber des Koffers ist vor allem eine Reserve für die WWE, wenn sich vor dem geplanten Zeitpunkt des Einsatzes des Koffers ein amtierender Champion so sehr verletzt, dass eine weitere Titelverteidigung wegen der anstehenden Pause nicht mehr möglich ist. So erhielt z. B. Edge als Inhaber des Koffers (den er offiziell vom eigentlichen Inhaber Mr. Kennedy gewann, der verletzungsbedingt pausieren musste) ein Titelmatch gegen den Undertaker, indem er den Koffer einsetzte, nachdem Mark Henry den Undertaker hart attackiert hatte. Tatsächlich musste der Undertaker wegen einer Bizepssehnenruptur für längere Zeit pausieren.
Seit WrestleMania XXVII wird dieses Match nicht mehr bei WrestleMania ausgetragen, da man rund um dieses Match einen eigenen PPV aufgebaut hat: WWE Money in the Bank. Somit sind Edge, Rob Van Dam, Mr. Kennedy, CM Punk und Jack Swagger die einzigen Wrestler, die diese Matchart bei WrestleMania gewinnen konnten.
Seit Einführung des PPV Money in the Bank haben beide Roster der WWE (SmackDown und RAW) ihr eigenes Money in the Bank Ladder Match, seit dem Ende des roster splits im Jahr 2011 werden die beiden Matches nicht mehr nach dem Roster, sondern nach dem Titel getrennt ausgerichtet, wobei Wrestler aus allen Rostern teilnehmen dürfen. Der Gewinner wird seitdem auch nicht mehr als „SmackDown/RAW Money In The Bank Winner“, sondern als „World Heavyweight Championship/WWE Championship Money In The Bank Contract Winner“ angekündigt, um das Konzept zu verdeutlichen. Seit der Titelvereinigung der beiden World-Titles (WWE Championship und World Heavyweight Championship) zur WWE World Heavyweight Championship wird nur noch ein Money In The Bank Match um den Vertrag ausgerichtet.

### Hall of Fame
Am Vorabend vor WrestleMania werden die neuen Mitglieder in die WWE Hall of Fame eingeführt.
Die neuen Mitglieder werden in der sogenannten Road To WrestleMania (vom Royal Rumble bis WrestleMania) und dann bei WrestleMania ausführlich vorgestellt.

## Liste der Veranstaltungen
| #  | Veranstaltung               | Datum                         | Ort                         | Arena                             | Zuschauer | Hauptkampf |
| -- | --------------------------- | ----------------------------- | --------------------------- | --------------------------------- | --------- | --- |
| 01 | WrestleMania I              | 31. März 1985                 | New York City, New York     | Madison Square Garden             | 022.000   | Hulk Hogan und Mr. T vs. Roddy Piper und Paul Orndorff mit Gast-Ringrichter Muhammad Ali |
| 02 | WrestleMania 2              | 7. April 1986                 | Los Angeles, Kalifornien    | Los Angeles Memorial Sports Arena | 014.500   | Hulk Hogan (c) vs. King Kong Bundy in einem Steel-Cage-Match um die WWF World Heavyweight Championship |
| 02 | WrestleMania 2              | 7. April 1986                 | Rosemont, Illinois          | Rosemont Horizon                  | 009.000   | Hulk Hogan (c) vs. King Kong Bundy in einem Steel-Cage-Match um die WWF World Heavyweight Championship |
| 02 | WrestleMania 2              | 7. April 1986                 | Hempstead, New York         | Nassau Coliseum                   | 016.585   | Hulk Hogan (c) vs. King Kong Bundy in einem Steel-Cage-Match um die WWF World Heavyweight Championship |
| 03 | WrestleMania III            | 29. März 1987                 | Pontiac, Michigan           | Pontiac Silverdome                | 093.173   | Hulk Hogan (c) vs. André the Giant for the WWF World Heavyweight Championship |
| 04 | WrestleMania IV             | 27. März 1988                 | Atlantic City, New Jersey   | Boardwalk Hall                    | 018.165   | Randy Savage vs. Ted DiBiase um die vakante WWF World Heavyweight Championship |
| 05 | WrestleMania V              | 2. April 1989                 | Atlantic City, New Jersey   | Boardwalk Hall                    | 018.946   | Randy Savage (c) vs. Hulk Hogan um die WWF World Heavyweight Championship |
| 06 | WrestleMania VI             | 1. April 1990                 | Toronto, Ontario, Kanada    | SkyDome                           | 067.678   | Hulk Hogan (c) vs. The Ultimate Warrior (c) um die WWF World Heavyweight Championship und die WWF Intercontinental Heavyweight Championship                                                                         |
| 07 | WrestleMania VII            | 24. März 1991                 | Los Angeles, Kalifornien    | Los Angeles Memorial Sports Arena | 015.000   | Sgt. Slaughter (c) vs. Hulk Hogan um die WWF World Heavyweight Championship |
| 08 | WrestleMania VIII           | 5. April 1992                 | Indianapolis, Indiana       | Hoosier Dome                      | 062.167   | Hulk Hogan vs. Sid Justice |
| 09 | WrestleMania IX             | 4. April 1993                 | Las Vegas, Nevada           | Caesars Palace                    | 015.045   | Yokozuna (c) vs. Hulk Hogan um die WWF World Heavyweight Championship |
| 10 | WrestleMania X              | 20. März 1994                 | New York City, New York     | Madison Square Garden             | 018.065   | Yokozuna (c) vs. Bret Hart um die WWF World Heavyweight Championship mit Gast-Ringrichter Roddy Piper |
| 11 | WrestleMania XI             | 2. April 1995                 | Hartford, Connecticut       | Hartford Civic Center             | 015.000   | Bam Bam Bigelow vs. Lawrence Taylor mit Gast-Ringrichter Pat Patterson |
| 12 | WrestleMania XII            | 31. März 1996                 | Anaheim, Kalifornien        | Arrowhead Pond                    | 018.852   | Bret Hart (c) vs. Shawn Michaels in einem 60-Minütigen Iron-Man-Match um die WWF World Heavyweight Championship |
| 13 | WrestleMania 13             | 23. März 1997                 | Rosemont, Illinois          | Rosemont Horizon                  | 018.197   | Sycho Sid (c) vs. The Undertaker in einem No-DQ-Match um die WWF World Heavyweight Championship |
| 14 | WrestleMania XIV            | 29. März 1998                 | Boston, Massachusetts       | FleetCenter                       | 019.028   | Shawn Michaels (c) vs. Steve Austin um die WWF World Heavyweight Championship mit Gast Enforcer Mike Tyson |
| 15 | WrestleMania XV             | 28. März 1999                 | Philadelphia, Pennsylvania  | First Union Center                | 018.274   | The Rock (c) vs. Steve Austin in einem No-DQ-Match um die WWF Championship mit Gast Ringrichter Mankind |
| 16 | WrestleMania 2000           | 2. April 2000                 | Anaheim, Kalifornien        | Arrowhead Pond                    | 018.742   | Triple H (c) vs. The Rock vs. Big Show vs. Mick Foley in einem Fatal-Four-Way-Elimination-Match um die WWF Championship                                                                                             |
| 17 | WrestleMania X-Seven        | 1. April 2001                 | Houston, Texas              | Reliant Astrodome                 | 067.925   | The Rock (c) vs. Steve Austin in einem No-DQ-Match um die WWF Championship |
| 18 | WrestleMania X8             | 17. März 2002                 | Toronto, Ontario, Kanada    | SkyDome                           | 068.237   | Chris Jericho (c) vs. Triple H um die Undisputed WWF Championship |
| 19 | WrestleMania XIX            | 30. März 2003                 | Seattle, Washington         | T-Mobile Park                     | 054.097   | Kurt Angle (c) vs. Brock Lesnar um die WWE Championship |
| 20 | WrestleMania XX             | 14. März 2004                 | New York City, New York     | Madison Square Garden             | 020.000   | Triple H vs. Chris Benoit vs. Shawn Michaels in einem Triple-Threat-Match um die World Heavyweight Championship |
| 21 | WrestleMania 21             | 3. April 2005                 | Los Angeles, Kalifornien    | Staples Center                    | 020.193   | Triple H (c) vs. Batista um die World Heavyweight Championship |
| 22 | WrestleMania 22             | 2. April 2006                 | Rosemont, Illinois          | Allstate Arena                    | 017.155   | John Cena (c) vs. Triple H um die WWE Championship |
| 23 | WrestleMania 23             | 1. April 2007                 | Detroit, Michigan           | Ford Field                        | 080.103   | John Cena (c) vs. Shawn Michaels um die WWE Championship |
| 24 | WrestleMania XXIV           | 30. März 2008                 | Orlando, Florida            | Florida Citrus Bowl               | 074.635   | Edge (c) vs. The Undertaker um die World Heavyweight Championship |
| 25 | WrestleMania 25             | 5. April 2009                 | Houston, Texas              | Reliant Astrodome                 | 072.744   | Triple H (c) vs. Randy Orton um die WWE Championship |
| 26 | WrestleMania XXVI           | 28. März 2010                 | Glendale, Arizona           | University of Phoenix Stadium     | 072.219   | The Undertaker vs. Shawn Michaels in einem No-DQ Streak vs. Career Match |
| 27 | Wrestlemania XXVII          | 3. April 2011                 | Atlanta, Georgia            | Georgia Dome                      | 071.617   | The Miz (c) vs. John Cena um die WWE Championship |
| 28 | WrestleMania XXVIII         | 1. April 2012                 | Miami, Florida              | Sun Life Stadium                  | 078.363   | John Cena vs. The Rock |
| 29 | WrestleMania XXIX           | 7. April 2013                 | East Rutherford, New Jersey | MetLife Stadium                   | 080.676   | The Rock (c) vs. John Cena um die WWE Championship |
| 30 | WrestleMania XXX            | 6. April 2014                 | New Orleans, Louisiana      | Mercedes-Benz Superdome           | 075.167   | Randy Orton (c) vs. Batista vs. Daniel Bryan in einem Triple-Threat-Match um die WWE World Heavyweight Championship                                                                                                 |
| 31 | WrestleMania 31             | 29. März 2015                 | Santa Clara, Kalifornien    | Levi’s Stadium                    | 076.976   | Brock Lesnar (c) vs. Roman Reigns vs. Seth Rollins in einem Triple-Threat-Match um die WWE World Heavyweight Championship                                                                                           |
| 32 | WrestleMania 32             | 3. April 2016                 | Arlington, Texas            | AT&T Stadium                      | 101.763   | Triple H (c) vs. Roman Reigns um die WWE World Heavyweight Championship |
| 33 | WrestleMania 33             | 2. April 2017                 | Orlando, Florida            | Camping World Stadium             | 075.245   | The Undertaker vs. Roman Reigns in einem No-Holds-Barred-Match |
| 34 | WrestleMania 34             | 8. April 2018                 | New Orleans, Louisiana      | Mercedes-Benz Superdome           | 078.133   | Brock Lesnar (c) vs. Roman Reigns um die WWE Universal Championship |
| 35 | WrestleMania 35             | 7. April 2019                 | East Rutherford, New Jersey | MetLife Stadium                   | 082.265   | Ronda Rousey (c) vs. Charlotte Flair (c) vs. Becky Lynch in einem Triple-Threat-Match um die WWE Raw Women’s Championship und die WWE SmackDown Women’s Championship                                                |
| 36 | WrestleMania 36             | 4. April 2020 5. April 2020   | Orlando, Florida            | WWE Performance Center            | 0 1       | The Undertaker vs. AJ Styles in einem Boneyard-Match Brock Lesnar (c) vs. Drew McIntyre um die WWE Championship |
| 37 | WrestleMania 37             | 10. April 2021 11. April 2021 | Tampa, Florida              | Raymond James Stadium             | 51.350    | Sasha Banks (c) vs. Bianca Belair um die SmackDown Women’s Championship Roman Reigns (c) vs. Daniel Bryan vs. Edge in einem Triple-Threat-Match um die WWE Universal Championship                                   |
| 38 | WrestleMania 38             | 2. April 2022 3. April 2022   | Arlington, Texas            | AT&T Stadium                      | 131.372   | Steve Austin vs. Kevin Owens in einem No-Holds-Barred-Match Brock Lesnar (c) vs. Roman Reigns (c) in einem Champion vs. Champion Winner Take All Unification Match                                                  |
| 39 | WrestleMania Goes Hollywood | 1. April 2023 2. April 2023   | Inglewood, Kalifornien      | SoFi Stadium                      | 161.892   | The Usos (c) vs. Kevin Owens und Sami Zayn in einem Tag-Team-Match um die Undisputed WWE Tag Team Championship Roman Reigns (c) vs. Cody Rhodes in einem Singles-Match um die Undisputed WWE Universal Championship |
| 40 | WrestleMania XL             | 6. April 2024 7. April 2024   | Philadelphia, Pennsylvania  | Lincoln Financial Field           | 145.298   | The Rock und Roman Reigns vs. Seth Rollins und Cody Rhodes Roman Reigns (c) vs. Cody Rhodes in einem Singles-Match um die Undisputed WWE Universal Championship                                                     |
| 41 | WrestleMania 41             | 19. April 2025 20. April 2025 | Paradise, Nevada            | Allegiant Stadium                 | 117.380   | CM Punk vs. Roman Reigns vs. Seth Rollins in einem Triple-Threat-Match Cody Rhodes (c) vs. John Cena in einem Singles-Match um die Undisputed WWE Championship                                                      |

## Trivia und Statistik
- Der Name „WrestleMania“ stammt von Howard Finkel, der ihn Vince McMahon vorschlug.
- Howard Finkel war bis WrestleMania 32 in jeder WrestleMania mit einer „On-Air-Camera-Role“ zu sehen. Bei WrestleMania 33 übernahm seine Rolle SmackDowns Ringsprecher Greg Hamilton.
- Zum Showprogramm gehören stets prominente Gäste wie Cyndi Lauper, Mr. T, Aretha Franklin, Donald Trump (Gastgeber/Hausherr in Atlantic City 1988), Vanna White, Run DMC, Pete Rose, John Legend, TLC, Reba McEntire, Motörhead, Limp Bizkit, Little Richard, Mike Tyson, Muhammad Ali, Pamela Anderson, Jenny McCarthy, Alice Cooper, Saliva, Liberace, P.O.D., Drowning Pool, Floyd Mayweather, Snoop Dogg, Kid Rock, Nicole Scherzinger, Mickey Rourke, Flo Rida, Keri Hilson und Shaquille O’Neal
- WrestleMania II war die einzige WrestleMania, die in mehreren Städten ausgetragen wurde. Sie fand in drei Hallen in Chicago, Los Angeles und New York statt.
- WrestleMania 38 hält seit 2022 den Rekord für die WWE-Veranstaltung mit den meisten Zuschauern vor Ort. Es waren insgesamt 131.372 Zuschauer im AT&T Stadium in Dallas.
- WrestleMania VII sollte ursprünglich im L.A. Memorial Coliseum vor 100.000 Zuschauern stattfinden, aufgrund schlechter Ticketverkäufe zog die WWE jedoch in die wesentlich kleinere Memorial Sports Arena um.[3]
- WrestleMania VIII war die erste WrestleMania, die live im deutschen Fernsehen von Tele 5 ausgestrahlt wurde.
- Das bisher kürzeste Match wurde bei WrestleMania 32 zwischen The Rock und Erick Rowan ausgetragen und dauerte 6 Sekunden.
- Das Iron-Man-Match zwischen Bret Hart und Shawn Michaels bei WM XII ist mit 61 Minuten das bislang längste WrestleMania-Match.

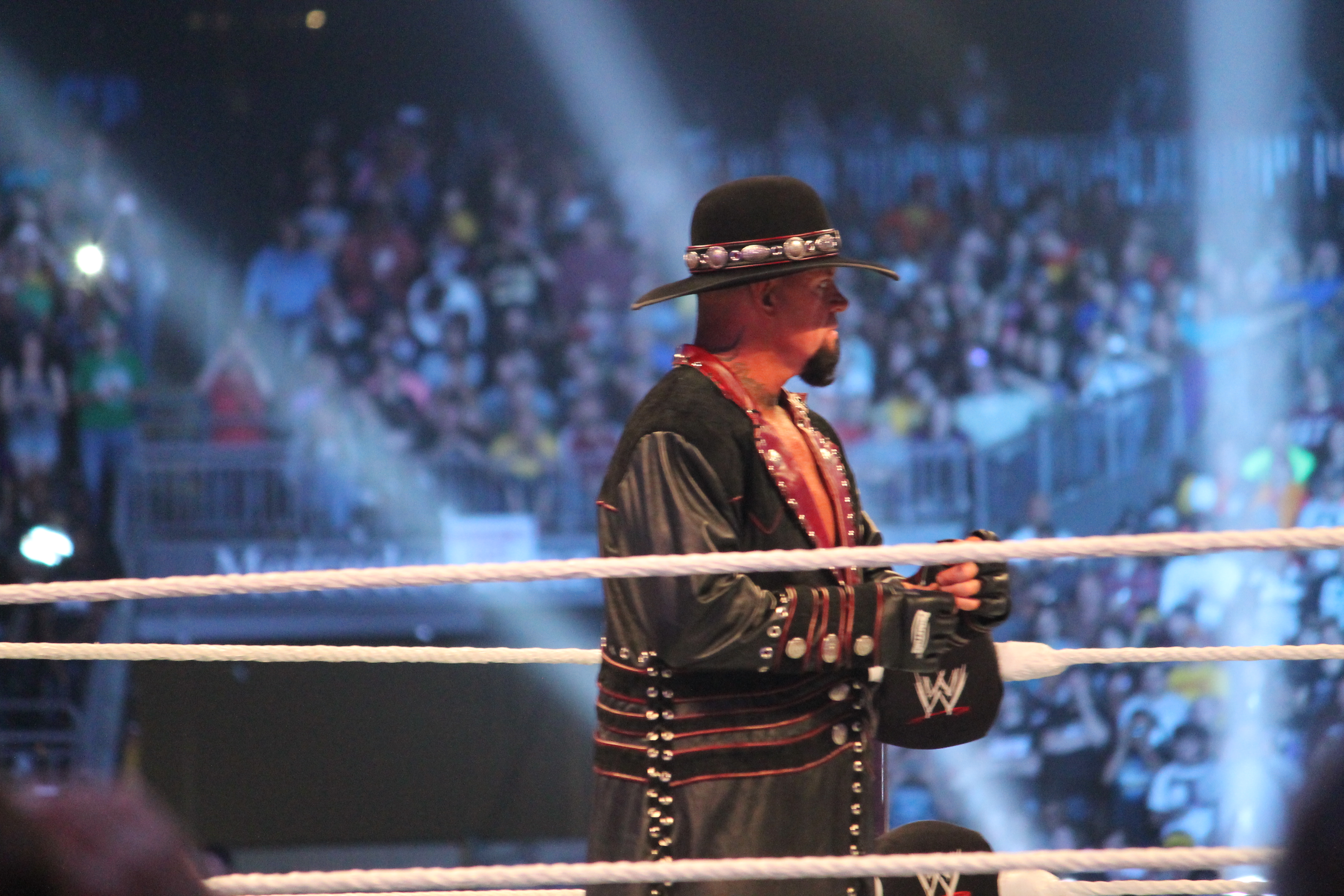
The Undertaker hält den Rekord für die meisten Siege hintereinander mit 21.

- Mit Lawrence Taylor, Mr. T, Floyd Mayweather, Nicole „Snooki“ Polizzi, Maria Menounos, Shaquille O’Neal, Bad Bunny, Johnny Knoxville und Logan Paul haben bisher neun Stars ohne Wrestlinghintergrund aktiv an einem regulären Match bei WrestleMania teilgenommen. Bei WrestleMania II standen mehrere American-Football-Spieler in einer Battle Royal. Der Sumo-Ringer Akebono und der Boxer Butterbean bestritten je einen Kampf nach den Regeln ihrer jeweiligen Sportart.
- Yokozuna, Triple H, The Miz, Seth Rollins, Roman Reigns und John Cena sind bis dato die einzigen, die als Heel einen Main Event bei WrestleMania gewinnen durften. Ansonsten gewann traditionell ein Publikumsliebling das letzte Match des Abends.
- Der Undertaker durfte 23-mal und damit am häufigsten bei WrestleMania siegen. Die Siegesserie (undefeated streak) wurde 2014 bei Wrestlemania XXX im Match gegen Brock Lesnar nach 21 Siegen in Serie beendet. Zuvor war sie für einige Jahre eines der Hauptthemen bei jeder WrestleMania und Teil der Storylines rund um jeden WrestleMania-Auftritt des Undertakers.
- Die meisten Niederlagen bei WrestleMania musste Tito Santana hinnehmen, der bei neun Auftritten (WM I–IX) nur zwei Siege erringen durfte, wobei der Sieg bei WM IX nur in einem Dark Match zustande kam, das nicht im Fernsehen gezeigt wurde.
- WrestleMania 36 war die erste Veranstaltung dieser Art, die als Folge der Coronavirus-Pandemie ohne Zuschauer abgehalten wurde. Zudem wurde die Veranstaltung zum ersten Mal über zwei Tage hinweg ausgestrahlt und im hauseigenen WWE Performance Center in Orlando, Florida, statt wie ursprünglich vorgesehen im Raymond James Stadium in Tampa, Florida ausgetragen.